# Slap (Vipacco)
Slap (in italiano tra le due guerre Slappe Zorzi) è un centro abitato della Slovenia, insediamento (naselje) del comune di Vipacco.

È capoluogo di una delle 11 comunità locali in cui si suddivide il comune. Immediatamente a sud dell'insediamento è localizzato un gruppo di case denominato Žoržev Kraj.

## Storia
In epoca asburgica il centro abitato costituiva un comune autonomo del Ducato di Carniola (a sua volta incluso sino al 1849 nel Regno d'Illiria), che dal punto di vista amministrativo verrà inserito nel distretto giudiziario di Vipacco (Wippach, Vipava) e in quello politico di Postumia (Postojna, Adelsberg).
Nel 1920, dopo la prima guerra mondiale e il Trattato di Rapallo, passò, come tutta la Venezia Giulia, al Regno d'Italia; il toponimo venne italianizzato dapprima in Salto di Vipacco e poi nel 1923 in Slappe Zorzi. Nello stesso anno il comune venne inserito nel circondario di Gorizia della provincia del Friuli. Nel 1927 il comune passò alla nuova provincia di Gorizia, e l'anno successivo venne aggregato al comune di Vipacco.
Nel 1947, dopo la seconda guerra mondiale e i Trattati di Parigi, il territorio passò alla Jugoslavia; dal 1991 fa parte della Slovenia.